# زندانی سیاسی
زندانی سیاسی به کسی گفته می‌شود که در چارچوب قانون، فعالیت سیاسی انجام داده باشد اما به دلیل مغایرت فعالیت‌های وی با خواست حکومت در زندان باشد. زندانی سیاسی فردی است که به دلیل فعالیت سیاسی خود زندانی می شود. جرم سیاسی عموما دلیل رسمی بازداشت زندانی نیست.
اگر شخصی برخلاف قانون عمل کند و با زیر پا گذاشتن قوانین به فعالیت سیاسی پرداخته باشد مجرم سیاسی محسوب می‌شود. برخورداری زندانی سیاسی از محاکمه علنی با حضور هیئت منصفه در قانون اساسی تصریح شده‌ است.

## تعریف
هیچ تعریف حقوقی شناخته شده بین المللی از این مفهوم وجود ندارد، اگرچه تعاریف مشابه متعددی توسط سازمان ها و محققان مختلف ارائه شده است، و اجماع عمومی بین محققان وجود دارد که می گوید: «افرادی که توسط نظام های حقوقی، تحریم و یا توسط حکومت‌های سیاسی، و بدون دلیل نقض قضایی و قوانین آن کشورها، زندانی شده اند، زندانی سیاسی هستند.» گفته می‌شود که زندانیان سیاسی عموما به خاطر افکار و عقایدشان زندانی می‌شوند.
عنوان «زندانی سیاسی» عموماً بر اساس اعلامیه‌های سازمان‌های غیردولتی مانند عفو بین‌الملل و به صورت موردی به افراد اعطا می‌شود. در حالی که چنین وضعیتی اغلب به طور گسترده توسط افکار عمومی بین المللی به رسمیت شناخته می شود، اغلب توسط دولت های متهم به نگهداری زندانیان سیاسی، که تمایل به انکار هرگونه سوگیری در سیستم های قضایی خود دارند، رد می شود.

## تاریخچه
سقراط، فیلسوف یونان باستان، احتمالاً اولین زندانی سیاسی شناخته شده است. او به اتهام «مسموم کردن» اذهان جوانان یونانی از طریق انتقاد خود از جامعه آتن و حاکمان آن زندانی شد. مسیحیان اولیه از جمله عیسی مسیح و سنت پیتر نیز چنین توصیف شده اند.
ظهور زندانیان سیاسی مدرن مصادف با یک دوره پنجاه ساله (دهه ۱۸۶۰-۱۹۱۰) است که طی آن جنبش های سیاسی مدرن در سراسر جهان توسعه یافتند. در چنین دوره‌ای، ظهور جنبش‌های سیاسی و اجتماعی، دولت ها را وادار کرد تا واکنش‌های تندی را به این گونه جنبش ها داشته باشند.

### کشورهای اروپایی
در لهستان، مفهوم زندانیان سیاسی در نیمه دوم قرن نوزدهم و در پی تقسیم روسیه ظهور کرد.

### کشورهای آمریکایی
در ایالات متحده آمریکا، اصطلاح زندانی سیاسی در طول مبارزات حقوق مدنی اواسط قرن بیستم مورد استفاده قرار گرفت و گهگاه به افرادی مانند رزا پارکس یا مارتین لوتر کینگ جونیور اطلاق شد و بعداً برای افرادی که به دلیل اعتراض به دخالت ایالات متحده در جنگ ویتنام، زندانی شدند، استفاده شد. در ایالات متحده، فعالان آفریقایی-آمریکایی زیادی همچون بنجامین چاویس زندانی شدند که به عنوان زندانی سیاسی شناخته می‌شوند.

### کشورهای آسیایی
گروه‌های حقوق بشری گزارش کرده‌اند که حدود ۶۰ هزار نفر زندانی سیاسی در مصر وجود دارند. پس از کودتای شکل گرفته در ترکیه در سال ۲۰۱۶، بیش از ۷۷ هزار نفر به طور رسمی دستگیر شدند که برخی نهادهای حقوق‌بشری به آنها عنوان زندانی سیاسی داده‌اند. بسیاری از قربانیان نسل کشی کامبوج به عنوان زندانیان سیاسی توصیف شده اند. کشورهایی مثل ایران منکر وجود زندانی سیاسی در زندان‌های خود هستند. اما دیگر کشورها، این کشورها را به داشتن سابقه چندین ساله در حبس زندانیان به خاطر گرایش های سیاسی متهم کرده اند.

## سازمان‌ها
تعدادی از سازمان های غیردولتی بر حمایت از زندانیان سیاسی تمرکز دارند. برجسته ترین آنها سازمان عفو بین الملل است که در سال ۱۹۶۱ تأسیس شد.

## کتاب‌ها
زندانیان سیاسی گاهی خاطراتی از تجربیات و بینش های حاصل از دوران زندان خود می نویسند. برخی از این خاطرات به متون سیاسی مهم تبدیل شده اند. به عنوان مثال، «نامه ای از زندان شهر بیرمنگام» به عنوان یکی از مهم ترین اسناد تاریخی نوشته شده توسط یک زندانی سیاسی مدرن توصیف شده است. بهمن احمدی امویی، زندانی سیاسی ایرانی، کتاب «زندگی در زندان اوین و رجایی شهر» را به عنوان خاطرات خود از دوران حبسش در بین سال‌های ۱۳۸۸ تا ۱۳۹۳ منتشر کرده است.

## زندانیان سیاسی سرشناس
- برتراند راسل به دلیل مخالفت با جنگ جهانی اول به مدت شش ماه توسط دولت بریتانیا زندانی شد.[۲۰]
- آلوارو کونهال، رهبر سابق طرفدار شوروی حزب کمونیست پرتغال (او سه بار به دلیل مخالفت سرسختانه با دیکتاتوری پرتغال و همچنین به دلیل اعتقادات سیاسی خود به زندان افتاد.)[۲۱]

- آنگ سان سوچی، رهبری اپوزیسیون لیگ ملی برای رسیدن به دموکراسی را بر عهده داشت که در انتخابات عمومی سال ۱۹۹۰ پیروز شد. او از ۲۱ سال ۱۹۹۰ تا ۲۰۱۰ به مدت ۱۵ سال زندانی یا در حبس خانگی بود.[۲۲] او در سال ۲۰۲۱ توسط ارتش میانمار در یک کودتا به زندان افتاد. از اوت ۲۰۲۲، او در سلول انفرادی در حال گذراندن حکم ۱۷ ساله پس از یک سری محاکمه های مخفیانه نگهداری می شود.[۲۳]

- بی نظیر بوتو به مدت چهار سال در زمان ضیاءالحق زندانی سیاسی بود.[۲۴]

- رابین کارتر بوکسور آمریکایی آفریقایی تبار که به طور اشتباه به مدت ۱۹ سال در ایالات متحده به دلیل "توسل به نژادپرستی به جای دلیل" زندانی شد.[۲۵][۲۶]

- اما گلدمن به دلیل مخالفت با جنگ جهانی اول به مدت دو سال زندانی و سپس توسط دولت ایالات متحده تبعید شد.[۲۷]

- آنتونیو گرامشی نویسنده و فعال سیاسی ایتالیایی چپگرا بود که به زندان افتاد و ۸ سال را در زندان گذراند.[۲۸]

- کیم دائه جونگ یک دوره خدمت کرد (۱۹۷۶-۱۹۷۹) و در سال ۱۹۸۰ به ایالات متحده تبعید شد، اما در سال ۱۹۸۵ بازگشت و در سال ۱۹۹۸ رئیس جمهور کره جنوبی شد.[۲۹]

- مارتین لوتر کینگ جونیور چندین بار زندانی شد که مشهورترین آنها در بیرمنگام، آلاباما بود.[۳۰]
- نلسون ماندلا از سال ۱۹۶۳ تا ۱۹۹۰ در آفریقای جنوبی به دلیل فعالیت های ضد آپارتاید و سازماندهی حملات به چندین هدف دولتی زندانی بود.[۳۰]
- جواهر لعل نهرو، فعال سیاسی، دولتمرد و اولین نخست وزیر هند (۱۹۴۸-۱۹۶۳) چندین بار به دلیل فعالیت های ملی گرایانه خود علیه راج بریتانیا زندانی شد و در مجموع بیش از ۹ سال در حبس بود.[۳۱]

## واکنش‌ها
- پنج‌شنبه ۸ اردیبهشت ۱۴۰۱ سازمان گزارشگران بدون مرز از سازمان ملل خواست «با اقدامی فوری، جمهوری اسلامی را به رعایت الزامات حقوق بین‌المللی ناظر بر رفتار با زندانیان وادار کند».[۳۲][۳۳]

## مطالعه بیشتر
- دستگیری، زندان و شکنجه در جمهوری اسلامی ایران
- فهرست زندانیان سیاسی ایران